# آر تي أمريكا
آرتي أمريكا (بالإنجليزية: RT America)‏ هي قناة تلفزيونية مقرها واشنطن العاصمة، وجزء من شبكة آرتي، وهي شبكة إخبارية تلفزيونية عالمية متعددة اللغات ومقرها موسكو، روسيا.
آرتي هي منظمة غير ربحية في جزء ممول من قبل الحكومة الروسية، آرتي أمريكا لديها أيضا ستوديوهات ومكاتب في مدينة نيويورك وميامي ولوس أنجلوس ، القناة هي قاعدة إنتاج البرامج آرتي في الولايات المتحدة، آرتي أمريكا تركز على تغطية الأخبار في الولايات المتحدة من منظور بديل، ويتم تقديم البرامج من قبل الصحفيون الأمريكيون، وبالمثل، فإن معظم الضيوف هم من الناشطين الأمريكيين (وأحيانا الكنديين) والأكاديميين والمتحدثين والمحللين مع وجهات نظر بديلة (ومناقضة إلى حد ما متضاربة) بشأن قضايا "التيار"؛ يصف موقع القناة على الإنترنت نهجه بأنه يهدف إلى "منظور مختلف تماما عن التلفزيون الأمريكي السائد "، تغطي القناة القضايا التي تكون ذات تغطية أقل في وسائل الإعلام الرئيسية، مثل استخدام المكونات غير المعدلة وراثيا في الأغذية، والشركات، وتزايد عدم المساواة الثروة، والفساد في السياسة، وقضايا السلام والبيئة، وهي تحتفظ بجدول زمني منفصل للبرامج كل يوم من أيام الأسبوع من الساعة الرابعة بعد الظهر إلى 12 منتصف الليل التوقيت الشرقي، ومثل نظيره في المملكة المتحدة، فإنه يبث آرتي الدولية في جميع الأوقات الأخرى.
آرتي أمريكا هي قناة لتوصيل محتوى آرتي إلى الولايات المتحدة بالأقمار الصناعية، القناة متاحة أيضا في كندا على شبكة روجرز،
بالإضافة إلى ذلك، القناة متاحة أيضا في جميع أنحاء العالم عبر الإنترنت من خلال الموقع الرئيسي آرتي

## وصلات خارجية
- الموقع الرسمي